# Pevnost Siloso
Pevnost Siloso je jediná obnovená pobřežní dělostřelecká baterie z původních dvanácti, které na počátku druhé světové války tvořily Pevnost Singapur. Nachází se na ostrově Pulau Blakang Mati (nyní Sentosa) ležícím jižně od hlavního singapurského ostrova. Pevnost slouží jako vojenské muzeum a je otevřena veřejnosti.

## Historie

### Výstavba
Název pevnosti Siloso je odvozeno od malajského slova znamenajícího skála. V ústí singapurského přístavu byla obrovská skála, která představovala nebezpečí pro plující lodě. S nárůstem námořního obchodu v Singapuru po otevření Suezského průplavu v roce 1869 tak vyvstala nutnost chránit singapurský přístav. Na základě zprávy majora Edwarda Lakeho od britských ženistů bylo roku 1874 rozhodnuto o vybudování pevnosti na Pulau Blakang Mati (dnešní Sentosa). Součástí těchto plánů na vybudování opevnění bylo i odstřelení vrcholu hory Siloso, aby zde mohla být instalována pobřežní dělostřelecká jednotka. V 80. letech 19. století bylo na hoře Siloso a na hoře Serapong umístěno několik dělostřeleckých baterií. Pulau Blakang Mati se tak stalo britskou námořní obrannou pevností Singapuru.

### Dozbrojení
V 80. letech 19. století zde bylo osazeno sedmipalcové dělo a dvě 64-librová děla. V 90. letech 19. století zde bylo navíc instalováno pět desetipalcových děl. Tyto děla byla ovládána automaticky a poháněna podzemní elektrárnou. Ve 30. letech 20. století byla výzbroj pevnosti doplněna o 6-librové dvojče, rychle pálící dělo určené na obranu proti torpédovým člunům, pět velkých světlometů a také zde byla vybudována operační věž, která sloužila jako velitelství. Vybudována byla také dvě kulometná hnízda a výzbroj byla doplněna dvěma protiletadlovými kulomety Lewis. Výzbroj pevnosti byla posílena kvůli zhoršující se politické situaci a hrozící válce, především kvůli rostoucích vojenským ambicím Japonského císařství. Posádku pevnosti tvořili příslušníci Britského královského dělostřelectva i místní singapurské dělostřelecké jednotky.

### Druhá světová válka
Pevnost byla navržena a vybudována pro obranu Singapuru proti invazi přicházející od jihu z moře. Během bitvy o Singapur byla děla v únoru 1942 otočena o 180 stupňů, aby mohla pálit na pevninskou část Singapuru proti rychle postupujícím japonských jednotkám, které napadaly Singapur ze severu. Děla střílela na japonské pozice a jednotky, které postupovaly k severozápadní části města od letecké základny Tengah. Ustupující britské a singapurské jednotky z poražené baterie Pasir Laba umístěné v severozápadní části Singapuru, snažící se dostat po moři zpět k britským liniím byly zaměněny za nepřátelské japonské jednotky a pevnostní baterie proti nim zahájila palbu. Během této střelby do vlastních řad došlo ke značným ztrátám na životech.

### Období po druhé světové války
Po japonské kapitulaci v roce 1945 byla pevnost okupována Britským královským námořnictvem. Poté, co byli příslušníci britského královského dělostřelectva odveleni, byli v pevnosti umístěni příslušníci indických Gurkha jednotek.
V roce 1974 byla pevnost přeměněna na vojenské muzeum. V muzeu je vystaveno několik historických děl a také děla námořní. V muzeu byla také shromážděna další britská a japonská děla z dalších singapurských pevností.

## Fotogalerie

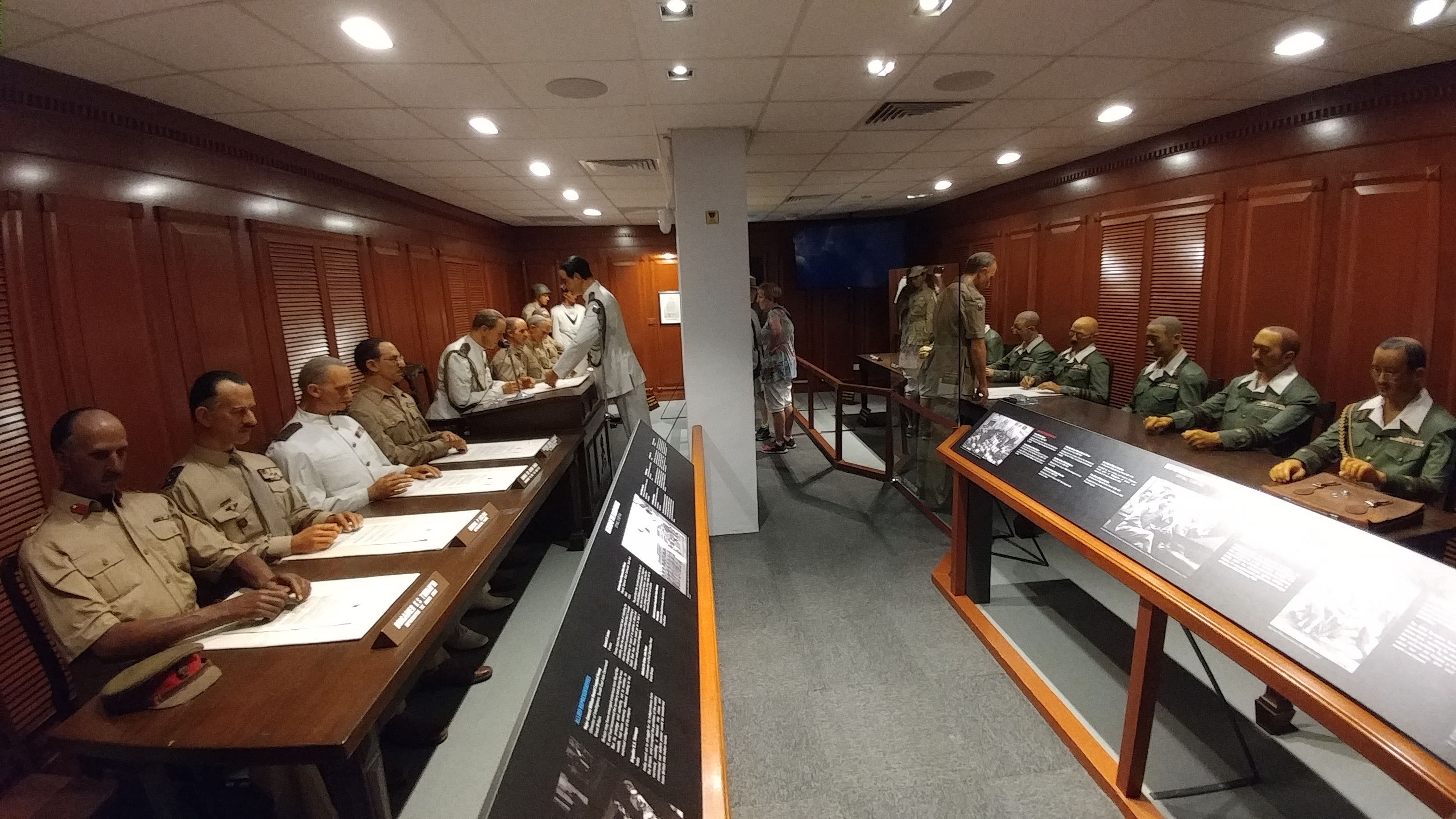
Surrender Chambers v pevnosti Fort Siloso, které představuje kapitulaci Japonců v Singapuru 2. září 1945
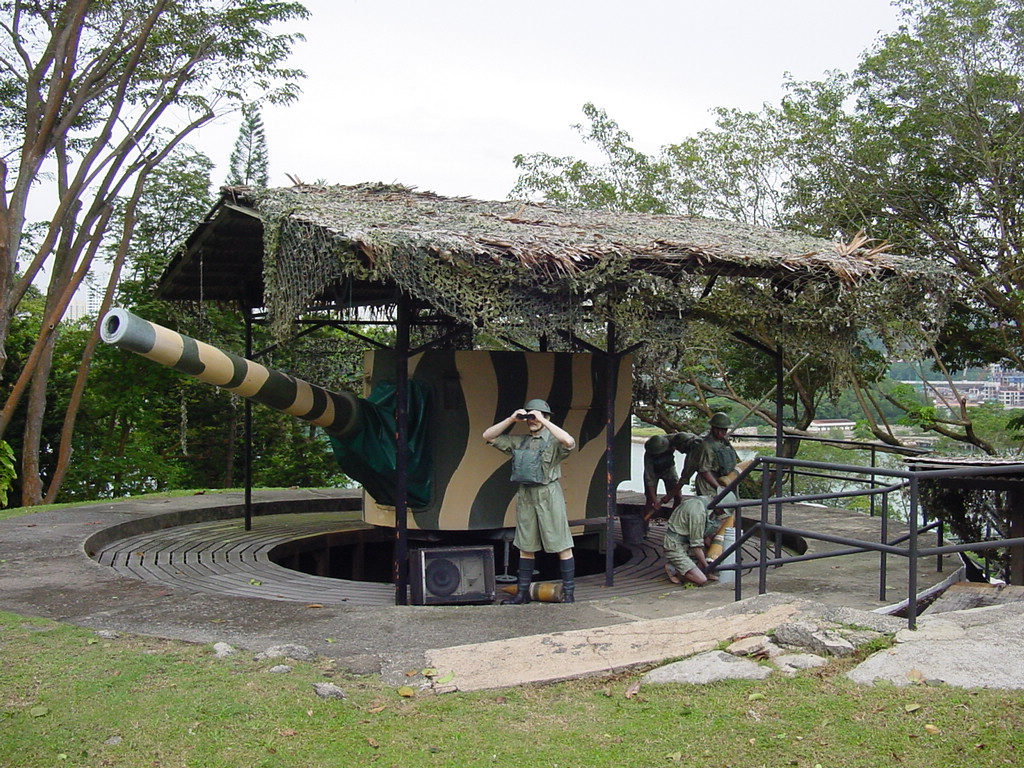
Replika jednoho z pobřežních děl v pevnosti Siloso